# Søværnets Kaserne
Søværnets Kaserne (også omtalt som Marinekasernen) er en kaserne på Nyholm i København opført 1908-1910 efter tegninger af Valdemar Birkmand. Kasernen blev taget i brug den 20. juni 1910. I perioden op til bygningen af kasernen var menigt personel blevet indkvarteret i kaserneskibe, blandt andre fregatten Sjælland, der efterhånden var ganske nedslidt, og man undersøgte muligheden for at indkvartere personellet i de eksisterende bygninger. Det viste sig dog ikke at være muligt. Man valgte derfor at bygge en trefløjet kaserne bag hovedvagten og arresten, der blev opført 1890 af C.T. Andersen.
I dag benyttes kasernen ikke som en reel kaserne, men derimod som "hotel" og underbringelse for Forsvarets kursister og militære gæster på Holmen og København.
Kasernen og arresten blev fredet i 1997 som led i den store fredning af bygninger på Holmen.